# 最後の勝利者
『最後の勝利者』（さいごのしょうりしゃ、The Best Man）は、1964年に公開されたアメリカ合衆国の映画。1960年に原作戯曲を発表したゴア・ヴィダル本人が脚本を務め、アメリカ合衆国大統領選挙の背後にある政治的策略を描く。監督はフランクリン・J・シャフナー。出演はヘンリー・フォンダなど。
日本では劇場未公開だが、1974年9月1日にTBSテレビで放送するなど何度かテレビ放映されたほか、WOWOWでは『最後の勝利者 激突!大統領選』の題で放映された。

## キャスト
※括弧内は日本語吹き替え（テレビ版）
- ウィリアム・ラッセル: ヘンリー・フォンダ（小山田宗徳） - 元国務長官。
- ジョー・カントウェル: クリフ・ロバートソン（村越伊知郎） - 上院議員。
- メイベル・カントウェル: エディ・アダムス
- アリス・ラッセル: マーガレット・レイトン（浜田寸躬子）
- シェルドン・バスコム: シェリー・バーマン（肝付兼太）
- アート・ホッブステッター: リー・トレイシー（寺島幹夫） - 元大統領。
- スー・エレン・ガマッシ: アン・サザーン（花形恵子） - 党副議長。
- ドン・カントウェル: ジーン・レイモンド - 選挙運動部長。
- ディック・ジェンセン: ケヴィン・マッカーシー（城山知馨夫） - 選挙対策本部長。

## スタッフ
- 監督: フランクリン・J・シャフナー
- 製作: スチュアート・ミラー、ローレンス・ターマン（英語版）
- 原作・脚本: ゴア・ヴィダル
- 撮影: ハスケル・ウェクスラー
- 編集: ロバート・スウィンク（英語版）
- 音楽: モート・リンゼイ（英語版）